# ヴァイナフ諸語
ヴァイナフ諸語 (またはヴェイナフ諸語)はチェチェン語とイングーシ語から成る方言連続体で、主にチェチェン共和国とイングーシ共和国、またチェチェン人のディアスポラによっても話されている。バツ語と共に北東コーカサス語族のナフ語派を形成する。